# Новая Бекшанка
Новая Бекшанка — село в Барышском районе Ульяновской области. Входит в состав Ленинского городского поселения.

## География
Населённый пункт расположен на реке Бекшанка в 30 километрах к югу от города Барыш — административного центра района. Расстояние до Ульяновска — 136 километров.

### Часовой пояс
Новая Бекшанка, как и вся Ульяновская область, находится в часовой зоне МСК+1. Смещение применяемого времени относительно UTC составляет +4:00.

## История
Происхождение названия села связано с тюркским именем Бекшан.
В 1780 году, при создании Симбирского наместничества, деревня Новая Бекшанка, крещеной мордвы, тут же деревня Бекшанка, крещеной мордвы, вошли в состав Канадейского уезда.  С 1796 года в Сызранском уезде Симбирской губернии.
В 1859 году деревня Новая Бекшанка, находилась во 2-м стане, по тракту из пригорода Канадея в г. Кузнецк.
Храм деревянный, теплый, построен прихожанами в 1863 году, а в 1871 году перестроен по новому плану. Престол в нём во имя Архистратига Божьего Михаила. С постройкой церкви село стало называться Архангельское.
До 2005 года являлось административным центром ныне упразднённого Новобекшанского сельсовета.

## Население
| 2010 |
| ---- |
| 369  |

На 1780 год в селе жило 215 ревизских душ. В 1859 году в 124 дворах жило: 527 м. и 547 ж.; В 1900 году в с. Новой Бекшанке (почт, ст.; н. м.) в 243 дворах жило: 673 м. и 729 ж.; Согласно статистическим данным, в 1913 году в селе был 261 двор, проживал 1691 житель (русские, мордва). Население в 1996 году — 449 человек, преимущественно русские. В 2002 году в селе проживало 400 человек, преимущественно русские (94%).

## Инфраструктура
Село разделено на две улицы (Заречная, Центральная) и один переулок (Школьный), работает средняя общеобразовательная школа, есть почтовое отделение.